# Hi-kara
Hi-kara（ハイカラ）は、2008年10月にタカラトミーから発売されたカラオケを楽しめる玩具。2011年6月30日に楽曲配信サービスを終了している。

## 概要
個人用カラオケ装置である。本体は70ミリ角の立方体で2.36インチTFT液晶を備えており、ヘッドセットと専用カートリッジを本体に差し込み、カラオケ音楽と自分の声をミックスしてヘッドセットから流して使用する。通常のカラオケと同様に自分の声を変換したり採点する機能も付いており、別売りの専用ケーブルとマイクを用いてテレビなどに接続して使用することも可能。

## カラオケの楽曲
楽曲はタカラから発売されている専用カートリッジの他、ダウンロードにも対応している。ただし、タカラトミー（旧タカラ）が以前に発売していたe-karaとは互換性がなく、同機種のカートリッジは使用できない。楽曲データの提供は第一興商が行なっている。

### 楽曲ダウンロード
Windows VistaおよびWindows XP（いずれも日本語32bit版）に対応する専用ダウンローダーとダウンロード用のプリペイドカートリッジ（10曲用・20曲用）が別売りされており、インターネットの専用サイトから楽曲をダウンロードして利用することが出来る。

### サービスの終了
毎週行われていた新曲配信は2010年12月24日に、配信自体は2011年6月30日に終了した。

## 周辺機器
- 専用ダウンローダー
- 専用ヘッドセット
- 専用スピーカー
- 専用ACアダプター
- パーティマイク&AVケーブル